# Rosengarten Stolln

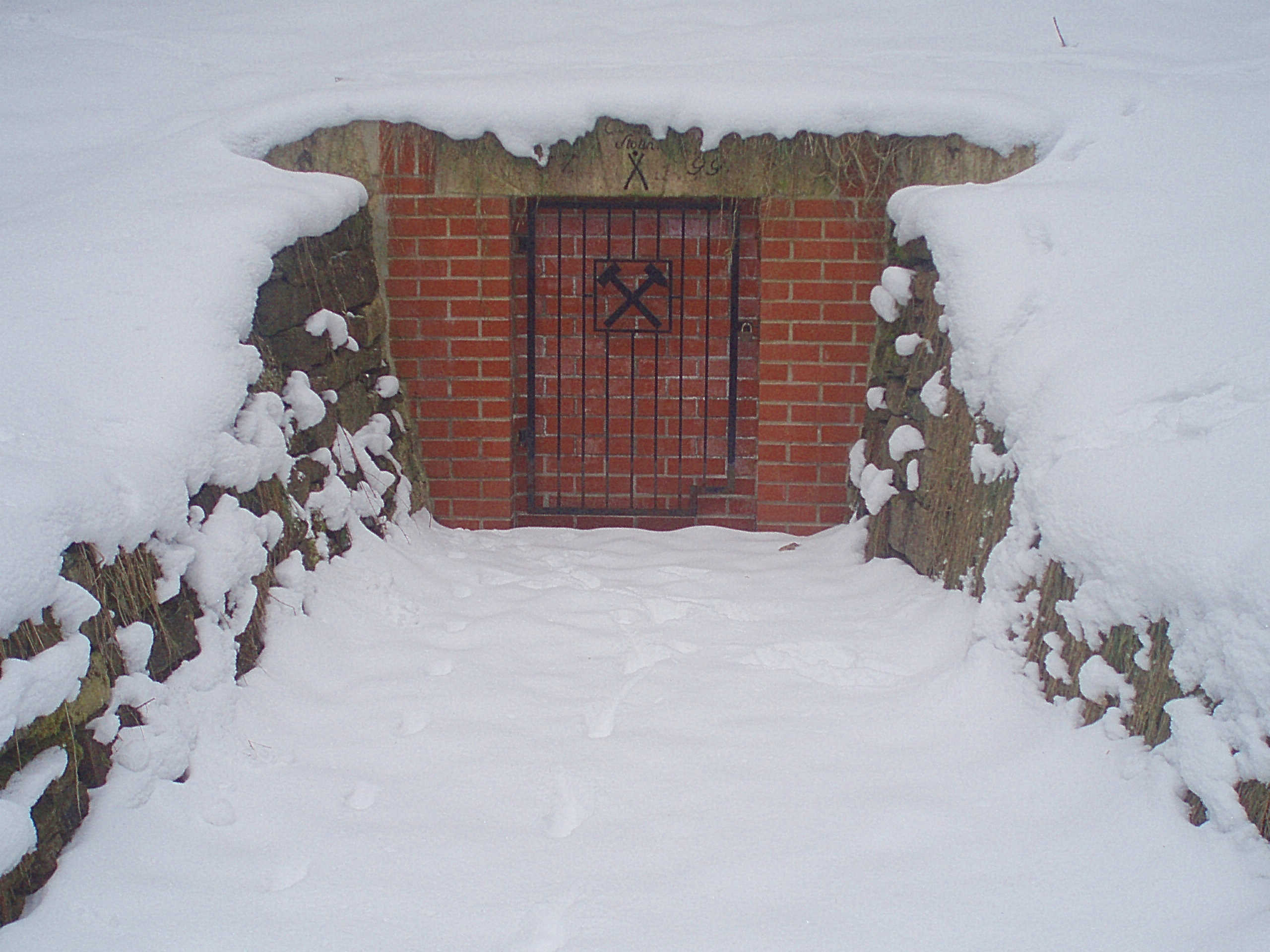
Mundloch des C.F.R.G.-Stolln

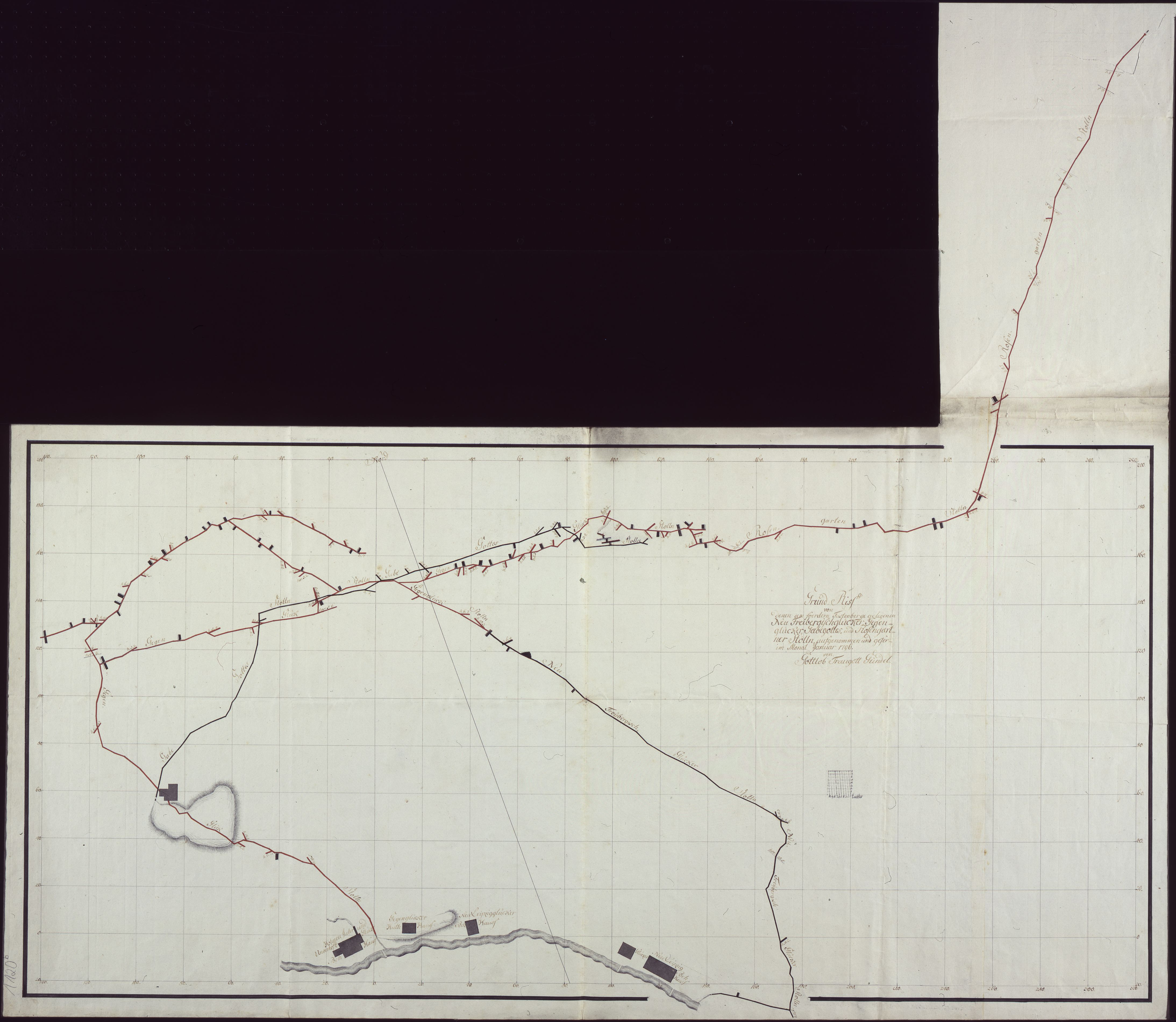
Grundriss Stollen vorderer Fastenberg

Der Rosengarten Stolln ist eine bergbauliche Anlage aus dem historischen Silberbergbau in Johanngeorgenstadt, Erzgebirgskreis, Sachsen.
Das Mundloch des Stollns befindet sich westlich des Eleonorenweges, der früher auch den Namen Hohegenister Weg trug, da er vom Zentrum der Bergstadt Johanngeorgenstadt zur Grube Hohes Genist bzw. Himmelfahrt Christi führte. Das Mundloch des bei 757,14 m NN liegenden Stollns wurde 1799 ausgemauert, woran heute noch die entsprechende Jahreszahl und die Buchstaben „C.F.R.G. Stolln“ (= Chur Fürstlicher Rosen Garten Stolln) erinnern. Die gekreuzten Kurschwerter geben den Hinweis, dass der Stolln 1799 in kurfürstlichen Besitz überging. Gleichzeitig mit diesem Stolln wurde 1799 auch der 1777 stillgelegte Gegenglück Stolln im Lehmergrund wieder in Betrieb genommen. Allerdings erfüllten sich die Erwartungen in den Rosengarten Stolln nicht. Im Jahr 1862 ließ sich die Stadt einen Teil des Stollnwassers zur Wasserversorgung verleihen. 1864 erfolgte die Lossagung als königlicher Stolln.
Nach dem Zweiten Weltkrieg diente er ab dem 1. März 1948 dem Bergbau durch die Wismut AG und erhielt die Bezeichnung Schacht 161. Nach der Einstellung des Bergbaues wurde das Stollnmundloch vermauert und mit Erdreich verfüllt. An diese ersten Sicherungsarbeiten erinnerte am Mundloch die Jahreszahl 1960. Anfang 1989 wurde auf Anregung eines ortsansässigen Geschichtsstudenten das Mundloch freigelegt. Im Rahmen des Wismutaltstandorteabkommens wurde der Stolln und der Mundlochbereich 2011 fachmännisch saniert.